# Oficina de Grabado e Impresión de Estados Unidos
La Oficina de Grabado e Impresión de Estados Unidos (en inglés: United States Bureau of Engraving and Printing [BEP]), es una agencia del Departamento del Tesoro que principalmente imprime billetes para la Reserva Federal, aunque también varios otros documentos de seguridad del gobierno.
Los billetes de la Reserva Federal se imprimen en las dependencias que la Oficina posee en Washington D. C. y en Fort Worth (Texas). La BEP produce también otros productos del gobierno como sellos postales para el servicio postal, invitaciones grabadas a mano por encargo de la Casa Blanca, seguridades del Tesoro, tarjetas de identificación y certificados de naturalización. La BEP no produce ninguna de las monedas, tarea que es responsabilidad de la Casa de Moneda.
La BEP fue fundada en 1861, cuando sus trabajadores firmaban, separaban y recortaban las hojas de Billetes de Demanda en el edificio del Tesoro. En 1877, la oficina se convirtió en el único productor de toda la moneda estadounidense.
| Denominación | AF 1980       | AF 1985       | AF 1990       | AF 1995       | AF 2000       |
| ------------ | ------------- | ------------- | ------------- | ------------- | ------------- |
| $ 1          | 1.939.840.000 | 2.851.200.000 | 3.148.800.000 | 4.428.800.000 | 5.190.400.000 |
| $ 5          | 427.520.000   | 777.600.000   | 912.000.000   | 992.000.000   | 640.000.000   |
| $ 10         | 495.360.000   | 784.000.000   | 771.200.000   | 672.000.000   | 492.800.000   |
| $ 20         | 634.880.000   | 1.449.600.000 | 1.801.600.000 | 2.476.800.000 | 2.707.200.000 |
| $ 50         | 56.960.000    | 137.600.000   | 128.000.000   | 147.200.000   | N/D           |
| $ 100        | 100.480.000   | 160.000.000   | 240.000.000   | 595.200.000   | N/D           |